# Guillermo Díaz (Fußballspieler, 1926)
Guillermo Díaz Carmona (* 25. Juni 1926 in Santiago; † 24. Juli 2021) war ein chilenischer Fußballspieler. Der Stürmer absolvierte zwölf Länderspiele für die chilenische Nationalmannschaft, in denen er drei Tore erzielte. 

## Karriere

### Verein
Guillermo Díaz spielte mindestens von 1950 bis 1956 beim Hauptstadtklub CD Santiago Morning. Weiteres ist über die Vereinskarriere des Offensivspielers nicht bekannt.

### Nationalmannschaft
Guillermo Díaz debütierte im März 1952 bei der Panamerikameisterschaft beim 6:1-Erfolg gegen Panama für die Nationalmannschaft Chiles. Beim 4:0-Erfolg gegen Mexiko erzielte der Offensivakteur zwei Treffer für sein Land. Díaz absolvierte alle fünf Turnierpartien und landete mit seinem Team auf dem zweiten Platz hinter Brasilien. Beim Campeonato Sudamericano 1953 bestritt Díaz fünf der sechs Turnierspiele und wurde mit der La Roja Turniervierter, allerdings nur einen Punkt hinter Turniersieger Brasilien. Beim Campeonato Sudamericano 1955 lief Díaz nur beim 2:2-Unentschieden gegen Uruguay auf. Chile wurde nach drei Siegen, einem Unentschieden und einer Niederlage Turnierzweiter. Insgesamt erzielte Díaz in zwölf Länderspielen drei Tore.